# Fronteira dos Vales
Fronteira dos Vales är en kommun i Brasilien.   Den ligger i delstaten Minas Gerais, i den sydöstra delen av landet, 800 km öster om huvudstaden Brasília. Antalet invånare är 4 687.
Omgivningarna runt Fronteira dos Vales är huvudsakligen savann. Runt Fronteira dos Vales är det glesbefolkat, med 17 invånare per kvadratkilometer.